# Orthosiphon miserabilis
Orthosiphon miserabilis là một loài thực vật có hoa trong họ Hoa môi. Loài này được A.J.Paton & Hedge mô tả khoa học đầu tiên năm 1998.